# تپه زق جار
تپه زق جار مربوط به عصر برنز - دوران‌های تاریخی پس از اسلام است و در شهرستان صحنه، بخش مرکزی، روستای گاوکل قلعه واقع شده و این اثر در تاریخ ۱۸ خرداد ۱۳۸۴ با شمارهٔ ثبت ۱۱۸۵۷ به‌عنوان یکی از آثار ملی ایران به ثبت رسیده است.